# Jakub Pewiński
Jakub Pewiński (ur. 13 maja 1986) – polski lekkoatleta specjalizujący się w skoku o tyczce.
Wielokrotny medalista mistrzostw kraju w różnych kategoriach wiekowych. Nie wywalczył dotąd medalu seniorskich mistrzostw Polski na stadionie, w najlepszym starcie (Poznań 2007) zajął 4. miejsce ex aequo z Marcinem Dróżdżem. Złoty medalista młodzieżowych mistrzostw Polski (Toruń 2006).

## Rekordy życiowe
- skok o tyczce (stadion) – 5,00 (2006)
- skok o tyczce (hala) – 5,10 (2007)